# Sant'Angela Merici (församling)
Sant'Angela Merici är en församling i Roms stift, belägen i quartiere Nomentano i nordöstra Rom och helgad åt den heliga Angela Merici. Församlingen upprättades den 25 september 1963 av kardinalvikarie Clemente Micara. 

Församlingen förestås av stiftspräster; dessförinnan förestods den av Jungfru Marie oblater, en kongregation grundad år 1816 av Bruno Lanteri (1759–1830; vördnadsvärd 1965).
Till församlingen Sant'Angela Merici hör följande kyrkobyggnader och kapell:
- Sant'Angela Merici, Via di Sant'Angela Merici 57
- Cappella Istituto della Beata Vergine Maria, Via Nomentana 250
- Cappella Orsoline Unione Romana, Via Nomentana 236
- Cappella Sacramentine di Bergamo, Via Ignazio Ciampi 6

## Institutioner inom församlingen
- Casa Generalizia (Congregatio Jesu)
- Casa Generalizia (Orsoline dell'Unione Romana (O.S.U.))
- Comunità  Casa Provincializia (Suore Sacramentine)
- Comunità (Fraternità Missionaria «Verbum Dei» (F.M.V.D.))
- Associazione "Lubac – Balthasar – Speyr" Associazione di Fedeli
- Comunità Cattolica Shalom – Associazione di Fedeli

## Kommunikationer
Den närmaste tunnelbanestationen är Sant'Agnese/Annibaliano 